# وزارة الإعلام الاتحادية والتوجيه الوطني (نيجيريا)
وزارة الإعلام الاتحادية والتوجيه الوطني (بالإنجليزية: Federal Ministry of Information and National Orientation)‏ هي وزارة سابقة في حكومة نيجيريا. حُلت الوزارة في 11 يناير عام 2007، وأُعيد هيكلتها بدمج هذه الوزارة مع وزارة الثقافة والسياحة تحت اسم وزارة الإعلام والثقافة والسياحة.